# Кант (песня)

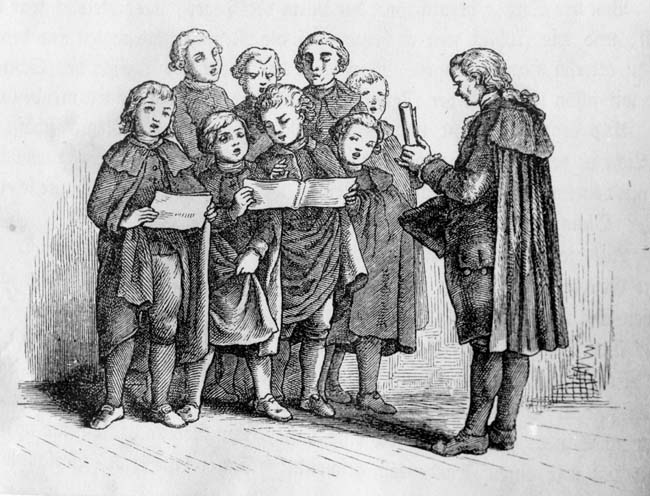

Кант (от лат. cantus пение, распев) — старинная многоголосная духовная и светская песня для вокального ансамбля или хора, как правило без инструментального сопровождения. Кант получил распространение в России, в т.ч. на территориях современной Украины и Белоруссии, с середины XVII до конца XVIII века.

## Светские и духовные канты (краткая характеристика)
По одной версии, канты пришли из Польши, где с середины XVI века были известны под названием «кантычек» (пол. kantyczka). По другой версии, источником духовного канта считаются так называемые псальмы — паралитургические духовные песни. Кант известен как светская хоровая бытовая песня-гимн в Великом княжестве Литовском с XVI века.
В России в царствование Петра I в большом ходу были патриотические и «виватные» (приветственные) канты, которые приурочивались к празднествам, торжественным приёмам, к важным историческим событиям, особенно военным победам и заключению мира — например, кант «Радуйся Ро́ско зе́мле» на заключение Ништадтского мира в 1721 году. Патриотические канты пел хор или вокальный ансамбль без сопровождения, а также с участием духовых инструментов, например роговых оркестров. Нередко канты сопровождались колокольным звоном, пушечной пальбой и фейерверком. Позже появились светские канты на различные темы, в том числе «мореходные» («Буря море раздымает»), лирические («На горах Валдайских сидел Аполлон»), шуточные, пасторальные («Весна ка́тит, зиму ва́лит»). Светские канты оставались излюбленной формой музицирования средних слоёв городского населения до конца XVIII века.
Для музыкального стиля кантов (как духовных, так и светских) характерно трёхголосие гомофонного склада, часто с параллельным движением двух верхних голосов; в гармонии — диатоника, ясная тональная функциональность, в ритмике — квадратность группировки тактов. Способ распева текста — преимущественно силлабический; слова «осанна», «многая лета», «виват» иногда распевались мелизматически и включали имитационные переклички. Форма канта — строфическая. Одну и ту же мелодию исполнители кантов подставляли под различные стихи (принцип контрафактуры). В песенниках ненотированных кантов (только с текстами) содержались рекомендации к использованию той или иной общеизвестной мелодии («на голос...»).
Среди авторов стихов, на которые распевались канты — Василий Тредиаковский, Михаил Ломоносов, Александр Сумароков. Авторы музыки кантов по большей части анонимны; среди известных по имени — Василий Титов.
В Белоруссии канты развивались под влиянием народно-песенной культуры, отличались особым лиризмом, в них выработались характерные мелодические попевки.
Брестский сборник «Pesni chwal Boskich» (1558) ― первый образец нотопечатания в Великом княжестве Литовском и один из самых ранних в Восточной Европе, содержит около 100 одно- и четырёхголосных псальм на польском и латинском языках, записанных мензуральной нотацией на 5-линейном нотном стане.
В России XIX века католические духовные песни (скорее всего, паралитургические и небиблейские) также называли «кантами» (ед.ч. «канта») и «кантиками».
Под влиянием канта формировался популярный в России XIX века жанр городского романса. Русский кант не следует путать с «кантиком» — встречающимся в лексиконе музыковедов (но не зафиксированным в качестве термина) обозначением библейской песни (магнификата, Benedictus и др.) католиков.

## Кант и псальма
Согласно Н. Ф. Финдейзену (1929), «кант» и «пса́льма» «почти всегда сопоставляются в литературе, разбирающей эту отрасль русского вокального искусства». Вначале (во второй половине XVII в.) псальмами называли многоголосные песни на стихотворные обработки псалмов. Позже (в XVIII в.) псальмами стали называть многоголосные песни на любые стихи духовной (на библейские мотивы) и морализующей (небиблейской) тематики, о чём свидетельствуют оригинальные сборники XVIII века, в заглавии которых употребляются оба слова. Еще позже (в XX в., начиная с Финдейзена) российские музыковеды в отношении «религиозных» кантов зачастую употребляли не слово «псальмы», а словосочетание «духовные канты».

## Избранная нотография
- Финдейзен Н. Ф. Нотное приложение // Очерки по истории музыки в России с древнейших времён до конца XVIII века. — М.—Л.: Госиздат, Музсектор, 1928. — Т. 1, вып. 3. — С. XLVII—LVIII. — 364 с.
- Сборник кантов XVIII века (в извлечениях): Из рукописных фондов Государственного исторического музея. — М.: Музгиз, 1952. — 136 с.
- Музыка на Полтавскую победу. Составление, публикация, исследование и комментарии В. В. Протопопова. М., 1973 (Памятники русского музыкального искусства. Выпуск 2)
- Избранные русские канты XVIII века. Публикация В. Копыловой. Ленинград: Музыка, 1983.